# EVG Bremen

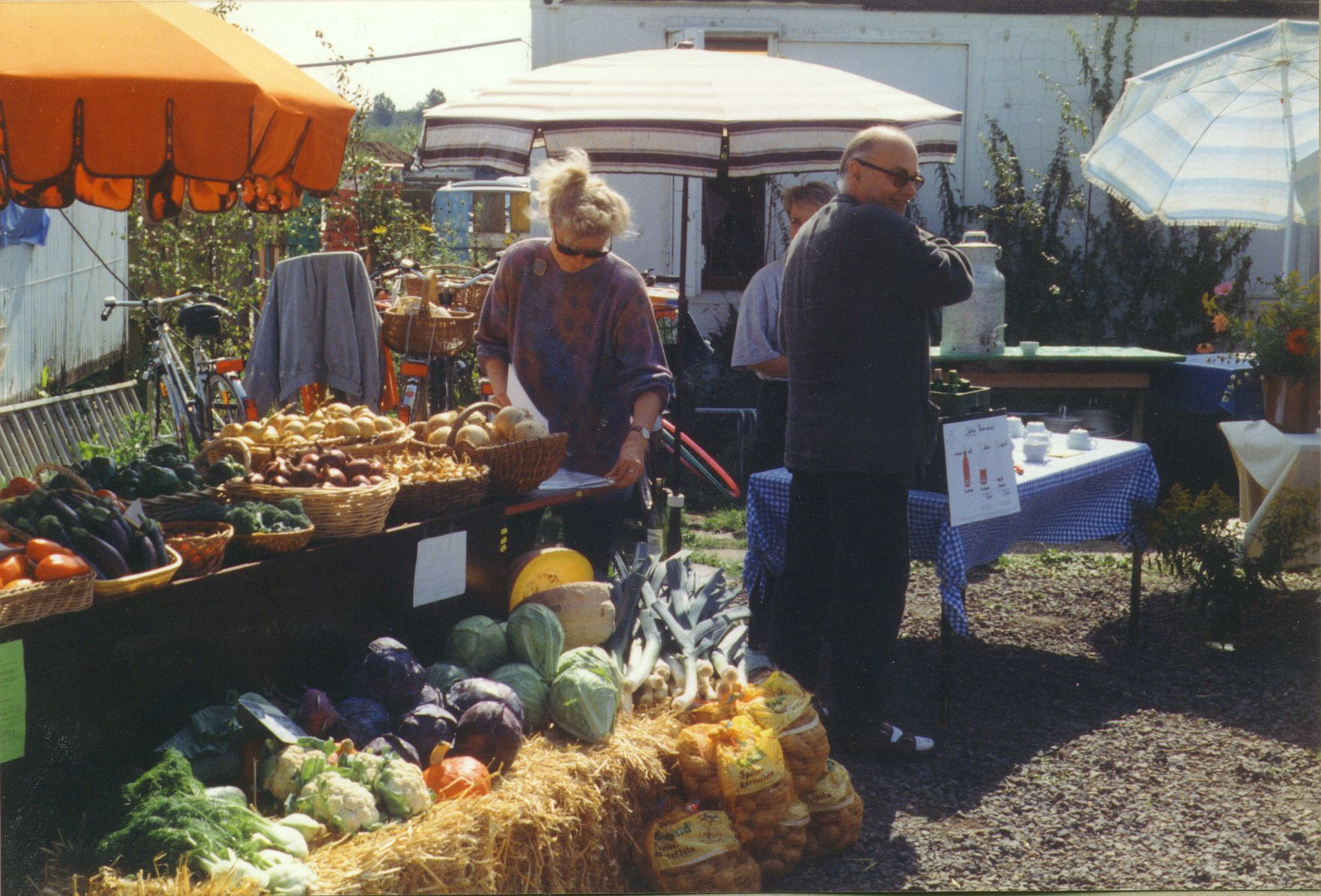
EVG-Stand im Sommer 1992 in Bremen-Habenhausen, Stadtteil Obervieland

Die Bremer Erzeuger-Verbraucher-Genossenschaft e.G. (EVG, auch kurz Bremer EVG oder EVG Bremen) ist ein genossenschaftlicher Zusammenschluss von Erzeugern und Verbrauchern zum Zwecke der Direktvermarktung in Bremen. Sie ist im Genossenschaftsregister Bremen eingetragen.

## Geschichte
Die EVG Bremen ging ursprünglich aus einer 1977 gegründeten „Selbstversorgungs-Cooperative“ hervor. Einzelne Landwirte im Umland, zum Beispiel aus Zeven warben gezielt Selbstversorgergruppen an. Die Bremer Gruppe bestand zunächst aus acht Bauern und 30 Verbrauchern. Im Jahre 1988 schlossen sich 20 Verbraucher und Erzeuger in einer Genossenschaft zusammen, um über den direkten Handel die kontrolliert ökologische und kleinbäuerliche Landwirtschaft zu fördern. Zu den Erzeugern gehören außer Bauern und Gärtnern auch Bäcker und Schlachter. 1989 wurde der erste Bauernladen im Stadtteil Ostertor eröffnet. Es folgten Stadtteilläden in Obervieland, Schwachhausen und Lilienthal. Die Zahl der Mitglieder stieg im Laufe der Jahre auf rund 800 und pendelte sich in der Folgezeit auf etwa 600 ein.

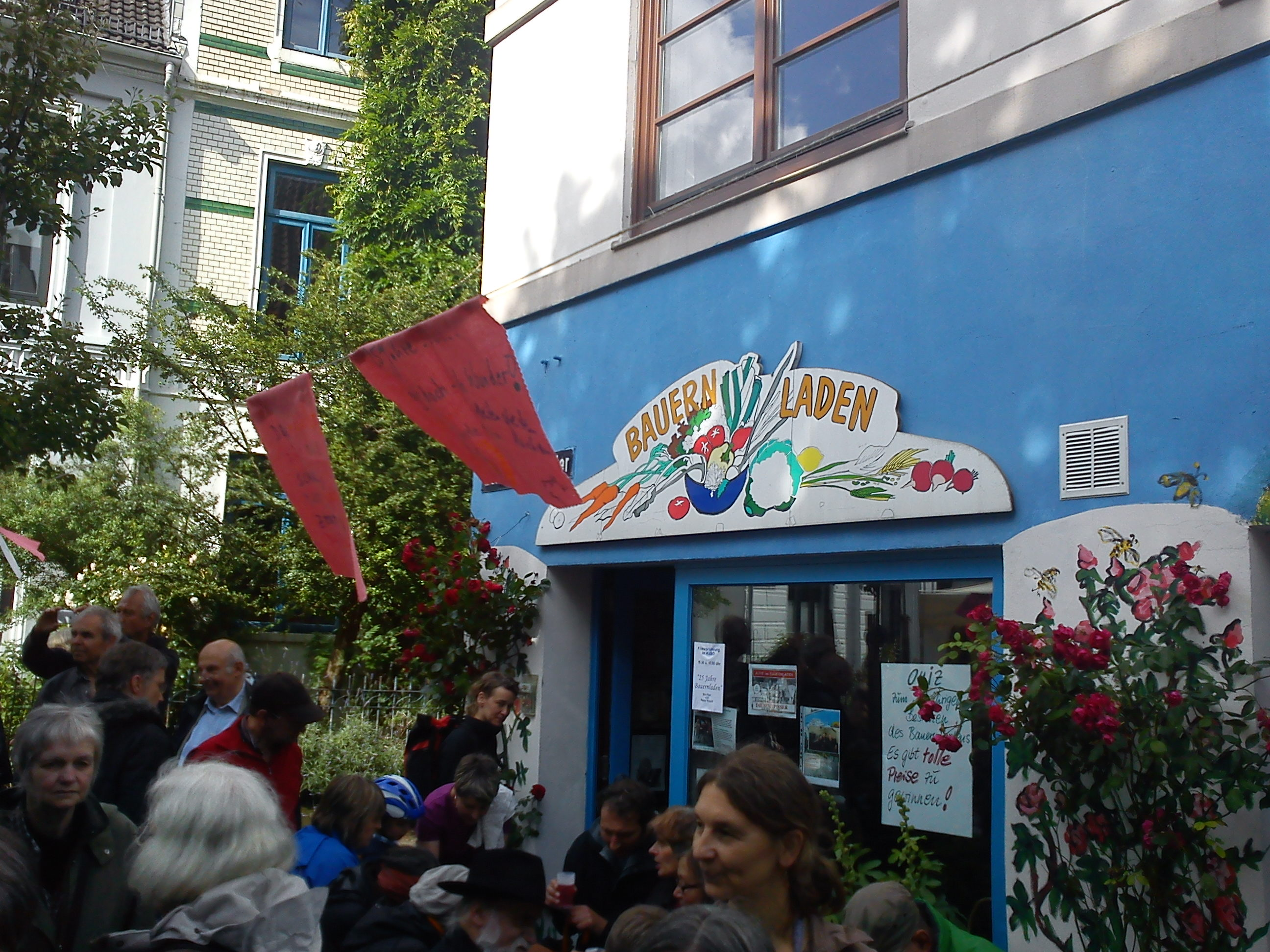
Bauernladen im Bremer Stadtteil Ostertor, Juni 2014

Bedingt durch Generationenwechsel mussten die Stadtteilläden etwa 15 Jahre später geschlossen werden. Der ursprüngliche Laden und Gründungsstandort Paulskloster blieb jedoch erhalten. Die EVG hat im Jahre 2005 auf dem Dach dieses Ladens, der inzwischen als Haus- und Grundstückseigentum erworben werden konnte, eine Photovoltaikanlage und einen Sonnenkollektor installiert. Die Finanzierung der Photovoltaikanlage erfolgte durch private Darlehen, u. a. auch von der damals in Gründung befindlichen WeserStrom-Genossenschaft.
Gemeinsam mit dem Verein für Sozialökologie e.V. werden Informationsveranstaltungen zur Ernährung, zum ökologischen Landbau und anderen Themen organisiert. Die bundesweit erste Ernährungsumstellung an Kitas und Schulen eines Bundeslandes geht auf die Initiative der Bremer EVG zurück.

## Struktur
Mitglieder der Genossenschaft sind mehrheitlich mit Wohnsitz in Bremen gemeldet. Zu den Mitgliedern gehören auch Erzeuger aus dem niedersächsischen Umland. Der Vorstand bestand zunächst aus zwei Personen und wurde später auf drei Personen erweitert. Der Aufsichtsrat wurde von drei auf sieben Personen erweitert. Vorstand und Aufsichtsrat sind ehrenamtlich tätig und erhalten bisher weder eine Vergütung noch eine Aufwandsentschädigung. Für die Buchhaltung wird eine Teilzeitkraft beschäftigt, die Hauptarbeit wird von den Mitgliedern der Genossenschaft selbst geleistet. Zur allgemeinen Information erscheint der Bauernladen-Anzeiger, der in den ersten Jahren nur als Papierausgabe gedruckt wurde und seit Februar 2010 auch im Internet als PDF-Datei verfügbar ist.

## Presseberichte
- Bericht im Weser-Kurier vom 5. Juli 2012: „Aus der Region auf den Tisch“
- Interview in der taz vom 9. Januar 2016: „Klein oder abgehoben“

## Filmdokumentation
Peter Pusch: Unverdrossen als Genossen – 30 Jahre EVG, Bremen 2009